# Vendicatori/JLA
JLA/Vendicatori (JLA/Avengers) è una miniserie tra i principali super-gruppi delle più grandi case editrici di fumetti statunitensi: la Justice League of America per la DC Comics e i Vendicatori per la Marvel Comics.
È stato pubblicato come miniserie di 4 numeri apparsi tra settembre 2003 e aprile 2004.

## Trama
La storia si basa su un passaggio continuo dall'universo DC a quello Marvel, con protagonisti tutti gli eroi dei due universi, uniti per combattere una minaccia galattica che rischia di mettere fine alle due realtà, solo per la voglia di scoprire la verità sull'origine dell'universo.
Tutto ha inizio quando due esseri cosmici appartenenti a i due universi, Krona (DC) e il Gran Maestro (Marvel) s'incontrano nello spazio; il primo è alla ricerca dei segreti che generarono il Big Bang ed è disposto a tutto pur di venirne a capo; il secondo dice di essere a conoscenza di qualcuno in grado di rispondere alle sue domande, ma gli rivelerà l'esistenza solo in caso riuscisse a vincere una scommessa, in caso contrario Krona dovrà rinunciare alla sua ricerca.
La scommessa in questione è questa: i più potenti eroi dei due mondi dovranno scontrarsi per recuperare alcuni dei più potenti manufatti magici dei loro mondi (per il cosmo DC sono la Lancia del Destino, il Libro dell'Eternità, il Globo di Ra, la Maschera dello Psico-Pirata, la Giara, la Ruota e la Campana e la Lanterna di Lanterna Verde; invece per l'universo Marvel il Nullificatore Assoluto, l'Occhio del Male, lo Scettro di Watoomb, lo Scrigno dei passati Inverni, il Cubo Cosmico e il Guanto dell'infinito), la squadra che ne recuperà di più, vince. Krona accetta, scegliendo come squadra rappresentativa i Vendicatori, mentre per il Gran Maestro si schiereranno quelli della Justice League. Poco tempo dopo diverse anomalie investono i due universi; nemici di un mondo attaccano i paladini dell'altro: la JLA ha a che fare con Terminus, mentre i Vendicatori devono affrontare Starro, un alieno con le sembianze di una stella marina. Il "miscuglio" cosmico non minaccia solo la terra ma l'intero cosmo: il pianeta Thanagar (DC) viene attaccato da un'orda di Skrull (Marvel), il cacciatore di taglie czarniano Lobo (DC) assale la guardia imperiale Shi'ar (Marvel) e così via. Mentre gli eroi in entrambi i mondi cercano di scoprire quanto avviene, il Gran Maestro appare nella base della JLA, dove spiega agli eroi che, se non s'impadroniranno dei più potenti oggetti della terra (elencati sopra), il loro universo cesserà di esistere. Grazie al lazo dorato di Wonder Woman (in grado di far dire la verità a chiunque ne sia legato) i leaguer credono all'alieno e cominciano la ricerca; gli oggetti sono sparsi per i due mondi e per trovare il primo (il Nullificatore Assoluto) devono recarsi nell'universo Marvel.
Flash, andato in perlustrazione, scopre che in quel mondo non esiste la "Forza della velocità" da dove acquisisce i suoi poteri, e avverte i suoi di alcune sostanziali differenze tra i due universi.
Arrivati sull'isola dei mostri, Superman, grazie alla sua vista telescopica, si accorge di altre anomalie tra le due terre: alcune città e nazioni della DC infatti non sono presenti su questa Terra e viceversa.
Ad attenderli però trovano i Vendicatori che avevano avvertito l'anomalia cosmica data dalla loro presenza, e che cercano di impedire l'impadronirsi del primo oggetto; è Occhio di Falco, grazie ad una sua freccia boomerang, a strappare dalle mani di Martian Manhunter il Nullificatore, ma poco prima che il teletrasporto della League li riporti indietro, Wonder Woman, grazie ai suoi riflessi velocissimi, afferra la freccia, portando il manufatto nel suo universo.
I Vendicatori cercano di lanciarsi al loro inseguimento, ma trovano Metron dei New Gods, che avverte i Vendicatori del pericolo a cui va incontro il loro universo, raccontando a loro quello che il Gran Maestro ha detto alla JLA. Dunque sono ora i Vendicatori a sbarcare nell'universo DC, precisamente a Metropolis, dove rimangono stupiti dall'entusiasmo che la gente dimostra per gli eroi, contrariamente a quel che accade nel loro mondo dove, a parte qualche eccezione, i supereroi sono temuti e guardati con sospetto, soprattutto i mutanti come Quicksilver o Scarlet.
La Justice League non tarda ad arrivare ed è inevitabile lo scontro fra i due gruppi di eroi:
indimenticabile il commento di Occhio di Falco: "Oh, bene- ora ho capito! Questi sfigati sono lo Squadrone Supremo dei poveri! Dieci a uno che le loro menti sono controllate da qualcuno!" (nota: in realtà lo Squadrone Supremo è stato appositamente creato come omaggio degli eroi DC dagli autori Marvel). Mentre lo scontro tra esseri potentissimi infuria sui cieli di Metropolis (Superman viene colpito da Thor con Mjolnir), Capitan America e Batman, i due maestri di lotta dei loro mondi, si sfidano in un equilibrato duello di arti marziali ma capiscono di essere pedine di una scacchiera molto più grande e decidono così di allearsi per scoprire chi è che sta manovrando i fili.
La titanica battaglia è conclusa da Scarlet che, potenziata dalla magia presente nel cosmo DC, scopre la posizione esatta del prossimo manufatto e teletrasporta immediatamente i propri compagni. Manhunter usa la sua telepatia per avvertire tutti i componenti della JLA di riserva della minaccia incombente, e lo stesso fanno i Vendicatori: ha così inizio una rincorsa di proporzioni cosmiche tra gli eroi dei due mondi, che svariano tra un universo all'altro battendosi allo stremo per impossessarsi di tutti gli oggetti.
Nel frattempo Cap e Batman, grazie ad una "moto cosmica" fornita loro da Reed Richards, risalgono, grazie alle coordinate mandate loro da Atom, rimasto nascosto sulla poltrona di Metron, alla base del Gran Maestro, dove scoprono, con loro stupore e spavento, tutta la verità sulla scommessa. Nel frattempo sulla terra dei Vendicatori sta per avvenire l'ultima battaglia: entrambi gli schieramenti si fronteggiano per l'ultimo manufatto, il Cubo Cosmico: al momento è la Lega ad essere in testa per sei oggetti a cinque.
Nessuno dei due schieramenti riesce a prevalere, il cubo passa di mano in mano senza che nessuno riesca ad impossessarsene: Ms. Marvel lo prende a Lanterna Verde (Kyle Rayner), Flash III (Wally West) lo sottrae a quest'ultima ma nulla può contro Quicksilver, che sulla sua terra è il più veloce in assoluto: all'apparire di Krona e del Gran Maestro Pietro espone il Cubo in segno di vittoria, ma lo scudo lanciato da Capitan America fa in modo che il potente manufatto cada tra le mani di Batman, dando così la vittoria alla Lega e decretando di conseguenza la sconfitta di Krona.
Ma quest'ultimo non ci sta e colpisce violentemente il Gran Maestro e obbligandolo a fargli il nome di colui che c'era prima del Big Bang: costui si rivela essere Galactus, il divoratore di mondi. Mentre Krona si scaglia su di esso, il Gran Maestro usa tutti gli oggetti magici per fondere i due mondi in un unico universo.
Viene costituita una nuova realtà dove i due supergruppi hanno una vita in comune, piena di ricordi di avventure e di esperienze condivise. Nessuno sembra avere ricordi della vita precedente, e soprattutto nessuno si accorge di come la realtà continua a cambiare continuamente: un minuto prima gli eroi sono sull'idrobase dei Vendicatori, un minuto dopo sul satellite della Lega, poi nuovamente nel palazzo dei Vendicatori; i loro ranghi e le loro uniformi cambiano continuamente, ma ognuno continua a fare quello che faceva un istante prima: Occhio di Falco e Freccia Verde continuano la loro gara di tiro con l'arco mentre il resto dei loro amici continua a dialogare normalmente, non accorgendosi dei continui mutamenti: solo Capitan America e Superman avvertono la realtà che cambia di continuo, e sono gli unici che hanno dei vaghi ricordi di com'erano le cose in origine: i due cominciano ad accusarsi e minacciarsi a vicenda, spaventando i loro amici.
Subito dopo la realtà cambia nuovamente, ma in maniera differente: Aquaman e la Visione si aggirano in una Metropolis devastata e vittima di un'insolita nevicata. I due eroi vengono poi aggrediti da alcuni criminali DC che riescono a sopraffarli, ma vengono tratti in salvo da un gruppo misto di loro compagni: Capitan America, Wonder Woman, Iron Man, Thor e Lanterna Verde (Hal Jordan).
La squadra si dirige verso l'origine di questa nevicata, guidati da Mjolnir, il martello di Thor: giungono dinnanzi a una barriera di energia con la quale riescono a comunicare con la New York dell'altra terra, dove Superman, Wasp, Batman, Golia, Flash (Barry Allen), Manhunter e Scarlet stanno cercando di mettere in salvo i cittadini, vittime di un incendio di dimensioni esagerate.
Superman e Iron Man volano nello spazio cercando di scoprire cosa sta succedendo e scoprono che Krona sta cercando di fondere le due terre (ma questa volta non c'entrano niente l'Universo Amalgam o Access), causando disastri atmosferici su entrambi i mondi: difatti i due universi, di natura incompatibile, stavano respingendo la fusione forzata a cui il Gran Maestro li costrinse, ma Krona ne stava impedendo la divisione.
Grazie agli sforzi di Scarlet e Lanterna Verde, i due mondi non collassano, riuscendo a respingere l'attacco di Krona, ma riuscendo solo a guadagnare un po' di tempo: così mentre tutti i supereroi dei due mondi, di tutte le nazionalità, cercano di opporsi ai cataclismi che stanno tormentando le rispettive terre, nella base dei Vendicatori i principali membri delle due squadre si riuniscono per decidere la strategia da adottare: aiutati dallo Straniero Fantasma, riescono a rintracciare il Gran Maestro che, in punto di morte, confida agli eroi come ripristinare la realtà originale, mostrando loro alcuni degli avvenimenti più importanti delle loro vite: dalla morte di Superman a quella di Flash, dalla follia di Calabrone a quella di Hal Jordan: lutti, crisi, battaglie, centinaia di esperienze della loro vita che nessuno ricorda di aver vissuto. Per molti di loro è doloroso accettare il triste fato che li attende, ma sanno di non aver altra scelta, pena la cancellazione dell'universo.
Il gruppo decide allora di andare all'assalto di Krona, dopo aver eletto all'unanimità Capitan America come leader: molto toccante la scena dove Cap, dopo essersi chiarito con Superman, gli dona in prestito il suo scudo, affidandogli la prima linea dell'attacco. Gli eroi partono all'assalto del loro avversario, che ha trasformato Galactus in un gigantesco asteroide; inoltre, per evitare di essere interrotto mentre sta cercando di fondere i manufatti cosmici in un unico oggetto, evoca contro il team diversi criminali appartenenti alla due terre.
I cambiamenti di realtà tornano a farsi frequenti e, a turno, tutti coloro che sono stati Leaguer e Vendicatori vengono evocati da tutte le epoche, dando vita a una battaglia di proporzioni cosmiche, con continui cambiamenti di ranghi, uniformi e poteri, tutti sotto il comando di Cap, in costante contatto telepatico con tutti gli eroi grazie a Manhunter.
Durante lo scontro muoiono apparentemente Flash (Barry Allen) e Occhio di Falco; sono comunque tanti gli eroi che, esausti, sono costretti a deporre le armi: solo Superman, armato dello scudo di Cap e di Mjolnir (prestatogli per l'occasione da Thor) riesce ad arrivare a Krona; ma l'alieno è saturo di potere, ed è ormai ad un passo dall'ottenere ciò che vuole grazie ad un globo di cristallo dove ha racchiuso i dodici manufatti: improvvisamente, però, riappare Flash che, distraendo Krona, dà il tempo a Occhio di Falco di scoccare la sua ultima freccia al tritolo; i due eroi si erano salvati grazie ai poteri di Flash e Cap ha ben pensato di tenere nascosta la loro presenza, affinché riuscissero ad essere un elemento a sorpresa, come infatti è stato.
Grazie all'infallibile mira di Occhio di Falco, il globo esplode, annullando i poteri di Krona e riportando la realtà allo stato originale, com'era prima dell'incontro tra Krona e il Gran Maestro; a separare definitivamente le due Terre interviene Hal Jordan, ora tornato ad essere
lo Spettro, ristabilendo così l'ordine naturale delle cose.
Gli eroi tornano così ai loro rispettivi mondi: è un peccato che debbano separarsi, ora che avevano iniziato a conoscersi e apprezzarsi; ma la natura dei loro mondi è incompatibile, e i due universi devono restare separati, senza venire mai a contatto. Tuttavia, l'incontro tra i due mondi ha generato un uovo cosmico, in possesso del Gran Maestro, che in realtà non è morto, e quindi potrebbe tornare.

## Protagonisti
La peculiarità di questo crossover è che nel corso dell'avventura appaiono tutti i personaggi che fino all'aprile 2005 (data di pubblicazione dell'ultimo numero) sono stati membri dei Vendicatori o della Justice League, con tutte le variazioni di costume o poteri che hanno subito nel corso degli anni. Ciò malgrado vengono utilizzate delle formazioni principali, così composte:
Justice League
- Superman (leader)
- Batman
- Wonder Woman
- Flash (Barry Allen)
- Lanterna Verde (Kyle Rayner)
- Lanterna Verde (Hal Jordan)
- Aquaman
- Martian Manhunter

Vendicatori
- Capitan America (leader)
- Iron Man
- Thor
- Wasp
- Occhio di Falco
- Visione
- Scarlet
- Quicksilver

## Edizioni italiane
In Italia la miniserie è stata pubblicata dalla Panini Comics – Marvel Italia in Le battaglie del secolo nn. 22-25 (marzo - giugno 2004).
Successivamente è stata ristampata nel luglio 2007 dalla Planeta DeAgostini in un'edizione cartonata di grande formato per le sole librerie specializzate, corredata di numerose pagine in più e contenuti speciali.